# Liu Zhong
Liu Zhong (chinesisch 劉仲, * 1. Mai 1975) ist eine chinesische Badmintonspielerin. 

## Karriere
Liu Zhong gewann 1997 bei der Asienmeisterschaft Gold im Damendoppel mit Huang Nanyan. Mit ihr wurde sie im gleichen Jahr auch Dritte bei den All England und den China Open. Ein Jahr später belegten beide Platz drei bei den Japan Open und Platz zwei bei den Swedish Open.

## Sportliche Erfolge
| Saison | Veranstaltung      | Disziplin   | Platz | Name                     |
| ------ | ------------------ | ----------- | ----- | ------------------------ |
| 1997   | Asienmeisterschaft | Damendoppel | 1     | Liu Zhong / Huang Nanyan |
| 1997   | China Open         | Damendoppel | 3     | Huang Nanyan / Liu Zhong |
| 1997   | All England        | Damendoppel | 3     | Huang Nanyan / Liu Zhong |
| 1998   | Swedish Open       | Damendoppel | 2     | Liu Zhong / Huang Nanyan |
| 1998   | Japan Open         | Damendoppel | 3     | Huang Nanyan / Liu Zhong |